# 卡洛斯·阿里亚斯·纳瓦罗
卡洛斯·阿利亚斯·纳瓦罗（1908年12月11日—1989年11月27日），西班牙佛朗哥时代最后的西班牙首相，西班牙长枪党党员，胡安·卡洛斯一世国王即位后继续担任首相，因反对改革而辞职。
佛朗哥去世后不久，胡安·卡洛斯国王登基并成为西班牙国家元首后，随即任命阿利亚斯·纳瓦罗出任政府首相，并由其组建内阁。阿利亚斯·纳瓦罗意图革新内阁，并希望让西方民主国家看好新成立的政府。
为了安抚国内左派反佛朗哥的情绪，纳瓦罗宣布了一些改革措施与方案。不过，新政府仍旧遭遇到反对派的阻挠。而当时严重的经济危机、物价上涨以及失业人口暴增等社会问题，更使得工会组织涌上街头，不断发起罢工活动以示抗议。面临这种困境，纳瓦罗政府收回了改革方案，走回头路，引起国民的强烈反弹。
1976年7月，阿利亚斯·纳瓦罗迫于诸多外界压力辞去了首相职位，由阿道夫·苏亚雷斯接任其职位。

## 评价
西班牙左派将阿里亚斯·纳瓦罗视为佛朗哥主义的延续。
胡安·卡洛斯一世国王认为自己生活在因阿里亚斯担任首相而带来的耻辱之中。
布兰科刺杀案2年后，西班牙政权与佛朗哥的健康一同衰弱，很大程度上是因为新任首相卡洛斯·阿里亚斯·纳瓦罗没能团结改革派与佛朗哥主义者：希望在经济和政治上更加开放的人与主张强硬镇压的人发生了分歧，同时阿里亚斯·纳瓦罗的新内阁对王子和政权内部的改革暗示抱有“敌意”。

## 逸闻
胡安·卡洛斯一世国王经常抱怨说，首相纳瓦罗在内心深处根本不承认自己是国王，任何事情都不通知他。
在纳瓦罗的办公室里，挂着佛朗哥的大幅画像，而与此形成鲜明对比的是，国王的照片却是像侏儒一样的大小。